# اوک گروو (لوئیزیانا)
اوک گروو (به انگلیسی: Oak Grove) شهری در ایالت لوئیزیانا کشور ایالات متحده آمریکا است که جمعیت آن در سرشماری سال ۲۰۱۰ میلادی، ۱٬۷۲۷ نفر بوده‌است.